# رايموند ماير
رايموند ماير هو مصور سويسري، ولد في 1957.